# Milan Associazione Calcio 1996-1997
Questa voce raccoglie le informazioni riguardanti il Milan Associazione Calcio nelle competizioni ufficiali della stagione 1996-1997.

## Stagione

Nuovi arrivi a Milanello nell'estate 1996: il tecnico Tabárez con Pagotto, Reiziger, Davids e Dugarry, più il capitano Baresi al passo d'addio.

Dopo la separazione con il tecnico Fabio Capello, passato al Real Madrid dopo 5 stagioni in rossonero, il Milan nell'estate 1996 affida la panchina all'uruguaiano Óscar Tabárez. I nuovi acquisti, Christophe Dugarry, Edgar Davids, Michael Reiziger, Pietro Vierchowod, Jesper Blomqvist (da gennaio), si aggiungono a un impianto come quello composto dai campioni d'Italia dell'anno precedente: Franco Baresi, Dejan Savićević, Roberto Baggio, Mauro Tassotti, Sebastiano Rossi, Zvonimir Boban, George Weah, Paolo Maldini, Demetrio Albertini, Marco Simone, Alessandro Costacurta e Marcel Desailly.
La squadra rimane sostanzialmente invariata rispetto al campionato precedente, come testimonia l'esiguo numero di cessioni che interessano giocatori come Mario Ielpo, Paolo Di Canio, Gianluigi Lentini, Filippo Galli e Patrick Vieira. Dei calciatori regolarmente impiegati nel torneo appena trascorso soltanto due lasciano il Milan: Roberto Donadoni e Christian Panucci che nella sessione di gennaio decide di raggiungere Capello al Real Madrid.
La stagione inizia con la sconfitta in Supercoppa italiana contro la Fiorentina (1-2) e prosegue con risultati altalenanti in campionato e l'eliminazione dalla Coppa Italia nei quarti di finale per mano del Vicenza, poi vincitrice finale del trofeo, con due pareggi: 1-1 a San Siro e 0-0 al Menti.

L'8 settembre 1996 Weah realizza al una rete rimasta nella storia del calcio italiano, grazie a un coast to coast col dribbling in progressione di sette avversari.

Dopo l'11ª giornata di campionato il Milan, sconfitto dal Piacenza, si ritrova 9º in classifica a 7 punti dalla Juventus capolista e la dirigenza decide di sostituire Tabárez, reduce nelle 8 gare precedenti, comprese le coppe, da 6 pareggi e 2 sconfitte, con Arrigo Sacchi, appena dimessosi dall'incarico di commissario tecnico della Nazionale.
Il ritorno del tecnico romagnolo, tuttavia, non risolleva le sorti della squadra che viene eliminata pochi giorni dopo anche dalla Champions League dove chiude al 3º posto il gruppo D della fase a gironi, terminato alle spalle di Porto e Rosenborg in virtù di una sconfitta per 2-1 nella decisiva gara interna contro i norvegesi, quando ai rossoneri sarebbe bastato un pareggio per classificarsi alle spalle del Porto e davanti a Göteborg e ai norvegesi stessi, e passare il turno.
Il campionato è pure caratterizzato dalla sconfitta a San Siro contro la Juventus per 6-1 il 6 aprile 1997, cui seguirà, la settimana successiva, un 3-1 subìto nel derby. Alla fine del campionato il Milan si classifica all'11º posto, peggior risultato dal dopoguerra dopo quello del 1981-82 che costò la retrocessione, rimanendo così escluso dalle coppe europee. Questa annata è stata quella in cui la squadra ha ottenuto il peggior piazzamento in campionato nella cosiddetta era Berlusconi.
A fine stagione lasciano il Milan e il calcio giocato il capitano Franco Baresi e Mauro Tassotti, dopo avere vestito la maglia rossonera per 20 stagioni il primo e 17 il secondo. Per la prima volta nella storia del calcio italiano, in onore del capitano che ha passato l'intera carriera in rossonero, la società decide di ritirare la maglia numero 6 di Baresi. La fascia passa a Paolo Maldini.

## Divise e sponsor

Baresi, Costacurta e Boban con indosso la terza divisa stagionale rossa, alle prese con Iversen del Rosenborg, nel corso della fase a gironi di UEFA Champions League.

Il Milan sceso in campo in casa contro l' in UEFA Champions League

Lo sponsor tecnico per la stagione 1996-1997 è Lotto, mentre lo sponsor ufficiale è Opel. La divisa è una maglia a strisce verticali della stessa dimensione, rosse e nere, con pantaloncini e calzettoni bianchi. La divisa di riserva è bianca con due strisce centrali verticali, una rossa e l'altra nera, la terza divisa è completamente rossa e la quarta completamente nera.
| Casa | Trasferta | Terza divisa | Quarta divisa | Portiere |

## Organigramma societario
Area direttiva
- Presidente: Silvio Berlusconi
- Vice presidente: Adriano Galliani
- Amministratore delegato: Adriano Galliani
- Direttore generale: Ariedo Braida

Area organizzativa
- Direttore organizzativo: Umberto Gandini
- Team manager: Silvano Ramaccioni
- Segretaria: Rina Barbara Ercoli

Area comunicazione
- Capo ufficio stampa: Paolo Tarozzi

Area tecnica
- Direttore tecnico: Óscar Tabárez (fino al 2 dicembre 1996)
- Allenatore: Giorgio Morini (fino al 2 dicembre 1996), Arrigo Sacchi (dal 2 dicembre 1996)
- Assistente tecnico: José Herrera (fino al 2 dicembre 1996)
- Allenatore in seconda: Pietro Carmignani[14] (dal 2 dicembre 1996)
- Preparatori dei portieri: Roberto Negrisolo
- Preparatore atletico: Vincenzo Pincolini

Area sanitaria
- Responsabile servizi sanitari: Rodolfo Tavana
- Medico sociale: Giovanni Battista Monti
- Massaggiatori: Giancarlo Bertassi, Franco Pagani

## Rosa
| N. |                        | Ruolo | Calciatore               |
| -- | ---------------------- | ----- | ------------------------ |
| 1  | Italia (bandiera)      | P     | Sebastiano Rossi         |
| 2  | Italia (bandiera)      | D     | Christian Panucci        |
| 3  | Italia (bandiera)      | D     | Paolo Maldini            |
| 4  | Italia (bandiera)      | C     | Demetrio Albertini       |
| 5  | Italia (bandiera)      | D     | Filippo Galli            |
| 6  | Italia (bandiera)      | D     | Franco Baresi (capitano) |
| 8  | Francia (bandiera)     | D     | Marcel Desailly          |
| 9  | Liberia (bandiera)     | A     | George Weah              |
| 10 | Jugoslavia (bandiera)  | C     | Dejan Savićević          |
| 11 | Italia (bandiera)      | D     | Alessandro Costacurta    |
| 12 | Italia (bandiera)      | P     | Mario Ielpo              |
| 13 | Italia (bandiera)      | D     | Francesco Coco           |
| 14 | Paesi Bassi (bandiera) | D     | Michael Reiziger         |
| 15 | Italia (bandiera)      | C     | Massimo Ambrosini        |
| 16 | Italia (bandiera)      | C     | Tomas Locatelli          |
| 17 | Italia (bandiera)      | P     | Gabriele Aldegani        |
| 18 | Italia (bandiera)      | A     | Roberto Baggio           |

| N. |                        | Ruolo | Calciatore                     |
| -- | ---------------------- | ----- | ------------------------------ |
| 19 | Francia (bandiera)     | A     | Christophe Dugarry             |
| 20 | Croazia (bandiera)     | C     | Zvonimir Boban                 |
| 21 | Italia (bandiera)      | D     | Mauro Tassotti (vice capitano) |
| 22 | Paesi Bassi (bandiera) | C     | Edgar Davids                   |
| 23 | Italia (bandiera)      | A     | Marco Simone                   |
| 24 | Italia (bandiera)      | C     | Stefano Eranio                 |
| 25 | Italia (bandiera)      | P     | Angelo Pagotto                 |
| 26 | Italia (bandiera)      | A     | Luca Saudati                   |
| 28 | Italia (bandiera)      | A     | Matteo Pelatti                 |
| 29 | Italia (bandiera)      | D     | Pietro Vierchowod              |
| 31 | Italia (bandiera)      | C     | Vincenzo Maiolo                |
| 32 | Italia (bandiera)      | D     | Daniele Daino                  |
| 34 | Svezia (bandiera)      | C     | Jesper Blomqvist               |
| 35 | Jugoslavia (bandiera)  | D     | Miodrag Vukotić                |
| 38 | Italia (bandiera)      | D     | Alberto Comazzi                |
| 39 | Italia (bandiera)      | P     | Massimo Prete                  |
| 27 | Italia (bandiera)      | A     | Francesco De Francesco         |

## Calciomercato

### Sessione estiva
| Acquisti | Acquisti               | Acquisti  | Acquisti      |
| R.       | Nome                   | da        | Modalità      |
| -------- | ---------------------- | --------- | ------------- |
| P        | Angelo Pagotto         | Sampdoria | definitivo    |
| D        | Roberto Lorenzini      | Piacenza  | fine prestito |
| D        | Stefano Nava           | Padova    | fine prestito |
| D        | Michael Reiziger       | Ajax      | definitivo    |
| D        | Pietro Vierchowod      | Perugia   | definitivo    |
| C        | Francesco Cozza        | Lucchese  | fine prestito |
| C        | Edgar Davids           | Ajax      | definitivo    |
| A        | Francesco De Francesco | Prato     | fine prestito |
| A        | Christophe Dugarry     | Bordeaux  | definitivo    |

| Cessioni | Cessioni               | Cessioni | Cessioni                   |
| R.       | Nome                   | a        | Modalità                   |
| -------- | ---------------------- | -------- | -------------------------- |
| P        | Mario Ielpo            | Genoa    | definitivo                 |
| D        | Roberto Lorenzini      | Lucchese | definitivo                 |
| D        | Stefano Nava           |          | svincolato                 |
| C        | Francesco Cozza        | Cagliari | prestito                   |
| C        | Gianluca Sordo         | Reggiana | definitivo                 |
| C        | Patrick Vieira         | Arsenal  | definitivo (3,5 milioni £) |
| A        | Francesco De Francesco | Prato    | prestito                   |
| A        | Paolo Di Canio         | Celtic   | definitivo                 |
| A        | Paulo Futre            |          | svincolato                 |
| A        | Gianluigi Lentini      | Atalanta | definitivo                 |

### Sessione autunnale
| Acquisti | Acquisti | Acquisti | Acquisti |
| R.       | Nome     | da       | Modalità |
| -------- | -------- | -------- | -------- |

| Cessioni | Cessioni      | Cessioni | Cessioni   |
| R.       | Nome          | a        | Modalità   |
| -------- | ------------- | -------- | ---------- |
| D        | Filippo Galli | Reggiana | definitivo |

### Sessione invernale
| Acquisti | Acquisti         | Acquisti     | Acquisti                    |
| R.       | Nome             | da           | Modalità                    |
| -------- | ---------------- | ------------ | --------------------------- |
| D        | Miodrag Vukotić  | Budućnost    | definitivo                  |
| C        | Jesper Blomqvist | IFK Göteborg | definitivo (4.5 miliardi £) |

| Cessioni | Cessioni          | Cessioni    | Cessioni   |
| R.       | Nome              | a           | Modalità   |
| -------- | ----------------- | ----------- | ---------- |
| D        | Christian Panucci | Real Madrid | definitivo |
| C        | Tomas Locatelli   | Udinese     | definitivo |
| A        | Luca Saudati      | Lugano      | prestito   |

## Risultati

### Serie A

#### Girone di andata
| Arbitro: | Rodomonti (Teramo) |

|                                     |           |              |
| Simone 49’, 66’ Weah 85’ Baggio 90’ | Marcatori | 25’ De Vitis |

| Arbitro: | Treossi (Forlì) |

|                                |           |          |
| Rossi 45+2’ (aut.) Mancini 76’ | Marcatori | 14’ Weah |

| Arbitro: | Braschi (Prato) |

|                      |           |                     |
| Kolyvanov 52’ (rig.) | Marcatori | 56’ Simone 61’ Weah |

| Arbitro: | Farina (Novi Ligure) |

|                         |           |  |
| Weah 2’, 73’ Baggio 78’ | Marcatori |  |

| Arbitro: | Pairetto (Nichelino) |

|                                  |           |  |
| Totti 13’ Cappioli 19’ Balbo 90’ | Marcatori |  |

| Arbitro: | Ceccarini (Livorno) |

|                          |           |          |
| Weah 40’, 58’ Baggio 77’ | Marcatori | 61’ Cruz |

| Arbitro: | Trentalange (Torino) |

|              |           |  |
| Robbiati 84’ | Marcatori |  |

| Arbitro: | Bettin (Padova) |

|                      |           |             |
| Albertini 53’ (rig.) | Marcatori | 21’ Inzaghi |

| Torino 17 novembre 1996 9ª giornata | Juventus            | 0 – 0 referto | Milan | Stadio delle Alpi (54 985 spett.)\| Arbitro: \| Collina (Viareggio) \| |
| Arbitro:                            | Collina (Viareggio) |               |       |                                                                        |

| Arbitro: | Braschi (Prato) |

|           |           |                      |
| Baggio 3’ | Marcatori | 13’ (rig.) Djorkaeff |

| Arbitro: | Messina (Bergamo) |

|                                      |           |                  |
| Valoti 9’ Di Francesco 44’ Luiso 71’ | Marcatori | 47’, 68’ Dugarry |

| Arbitro: | Beschin (Legnano) |

|                          |           |             |
| Savićević 52’ Eranio 66’ | Marcatori | 56’ Stroppa |

| Arbitro: | De Santis (Tivoli) |

|  |           |                                      |
|  | Marcatori | 3’, 71’ (rig.), 78’ (rig.) Albertini |

| Arbitro: | Bazzoli (Merano) |

|  |           |            |
|  | Marcatori | 45’ Stanić |

| Arbitro: | Treossi (Forlì) |

|                                        |           |  |
| Signori 22’ Casiraghi 45’ Grandoni 55’ | Marcatori |  |

| Arbitro: | Rodomonti (Teramo) |

|             |           |  |
| Dugarry 21’ | Marcatori |  |

| Arbitro: | Ceccarini (Livorno) |

|               |           |             |
| Tovalieri 44’ | Marcatori | 65’ Dugarry |

#### Girone di ritorno
| Arbitro: | Borriello (Mantova) |

|                                    |           |           |
| Zanini 30’ Bacci 38’ Orlandini 54’ | Marcatori | 67’ Boban |

| Arbitro: | Bazzoli (Merano) |

|               |           |                                          |
| Weah 37’, 57’ | Marcatori | 1’ Mancini 74’ Mihajlović 79’ Carparelli |

| Arbitro: | Bettin (Padova) |

|                                    |           |  |
| Albertini 45’ (rig.) Blomqvist 85’ | Marcatori |  |

| Arbitro: | Stafoggia (Pesaro) |

|           |           |  |
| Negri 18’ | Marcatori |  |

| Arbitro: | Treossi (Forlì) |

|                |           |             |
| Vierchowod 65’ | Marcatori | 75’ Fonseca |

| Napoli 9 marzo 1997 23ª giornata | Napoli          | 0 – 0 referto | Milan | Stadio San Paolo (55 071 spett.)\| Arbitro: \| Cesari (Genova) \| |
| Arbitro:                         | Cesari (Genova) |               |       |                                                                   |

| Arbitro: | Boggi (Salerno) |

|                                   |           |  |
| Desailly 62’ Albertini 90’ (rig.) | Marcatori |  |

| Arbitro: | Ceccarini (Livorno) |

|  |           |                     |
|  | Marcatori | 11’ Weah 66’ Eranio |

| Arbitro: | Braschi (Prato) |

|            |           |                                                               |
| Simone 76’ | Marcatori | 19’, 51’ Jugović 32’ (rig.) Zidane 71’, 81’ Vieri 73’ Amoruso |

| Arbitro: | Boggi (Salerno) |

|                                            |           |            |
| Djorkaeff 32’ (rig.) Zamorano 43’ Ganz 57’ | Marcatori | 88’ Baggio |

| Milano 20 aprile 1997 28ª giornata | Milan             | 0 – 0 referto | Piacenza | Stadio Giuseppe Meazza (48 852 spett.)\| Arbitro: \| Messina (Bergamo) \| |
| Arbitro:                           | Messina (Bergamo) |               |          |                                                                           |

| Arbitro: | Collina (Viareggio) |

|              |           |             |
| Bierhoff 16’ | Marcatori | 72’ Maldini |

| Arbitro: | Rossi (Ciampino) |

|                                           |           |             |
| Dugarry 12’ Albertini 69’ (rig.) Weah 90’ | Marcatori | 72’ Minetti |

| Arbitro: | Boggi (Salerno) |

|           |           |                      |
| Chiesa 7’ | Marcatori | 71’ (rig.) Albertini |

| Arbitro: | Pairetto (Nichelino) |

|               |           |                             |
| Weah 41’, 64’ | Marcatori | 56’ (aut.) Boban 86’ Nedvěd |

| Arbitro: | Farina (Novi Ligure) |

|                                 |           |  |
| Ambrosetti 6’ Baresi 90’ (aut.) | Marcatori |  |

| Arbitro: | Cesari (Genova) |

|  |           |           |
|  | Marcatori | 10’ Muzzi |

### Coppa Italia

#### Fase ad eliminazione diretta
| Arbitro: | Bazzoli (Merano) |

|                |           |               |
| Cappellini 20’ | Marcatori | 33’ Locatelli |

| Arbitro: | Bettin (Padova) |

|                |           |  |
| Simone 6’, 41’ | Marcatori |  |

| Arbitro: | Braschi (Prato) |

|  |           |                          |
|  | Marcatori | 73’, 90+3’ (rig.) Baggio |

#### Fase finale
| Arbitro: | Boggi (Salerno) |

|            |           |                |
| Baggio 20’ | Marcatori | 11’ Ambrosetti |

| Vicenza 27 novembre 1996 Quarti di finale - Ritorno | Vicenza             | 0 – 0 referto | Milan | Stadio Romeo Menti (20 077 spett.)\| Arbitro: \| Ceccarini (Livorno) \| |
| Arbitro:                                            | Ceccarini (Livorno) |               |       |                                                                         |

### UEFA Champions League

#### Fase a gironi
| Arbitro: | van der Ende |

|                     |           |                           |
| Simone 14’ Weah 69’ | Marcatori | 52’ Artur 75’, 83’ Jardel |

| Arbitro: | Elleray |

|              |           |                              |
| Soltvedt 15’ | Marcatori | 6’, 21’, 24’ Simone 55’ Weah |

| Arbitro: | Wójcik |

|                                 |           |          |
| Wahlstedt 75’ Alexandersson 84’ | Marcatori | 52’ Weah |

| Arbitro: | Batta |

|                                                        |           |                             |
| Boban 4’ Albertini 14’ (rig.) Locatelli 44’ Baggio 90’ | Marcatori | 27’ Blomqvist 32’ Andersson |

| Arbitro: | Grabher |

|              |           |            |
| Edmilson 71’ | Marcatori | 56’ Davids |

| Arbitro: | Bikas |

|             |           |                          |
| Dugarry 45’ | Marcatori | 29’ Brattbakk 72’ Heggem |

### Supercoppa italiana
| Arbitro: | Treossi (Forlì) |

|               |           |                    |
| Savićević 22’ | Marcatori | 12’, 83’ Batistuta |

## Statistiche

### Statistiche di squadra
| Competizione        | Punti            | In casa | In casa | In casa | In casa | In casa | In casa | In trasferta | In trasferta | In trasferta | In trasferta | In trasferta | In trasferta | Totale | Totale | Totale | Totale | Totale | Totale | DR |
| Competizione        | Punti            | G       | V       | N       | P       | Gf      | Gs      | G            | V            | N            | P            | Gf           | Gs           | G      | V      | N      | P      | Gf     | Gs     | DR |
| ------------------- | ---------------- | ------- | ------- | ------- | ------- | ------- | ------- | ------------ | ------------ | ------------ | ------------ | ------------ | ------------ | ------ | ------ | ------ | ------ | ------ | ------ | -- |
| Serie A             | 43               | 17      | 8       | 5       | 4       | 28      | 20      | 17           | 3            | 5            | 9            | 15           | 25           | 34     | 11     | 10     | 13     | 43     | 45     | -2 |
| Coppa Italia        | quarti di finale | 2       | 1       | 1       | 0       | 3       | 1       | 3            | 1            | 2            | 0            | 3            | 1            | 5      | 2      | 3      | 0      | 6      | 2      | +4 |
| Champions League    | fase a gironi    | 3       | 1       | 0       | 2       | 7       | 7       | 3            | 1            | 1            | 1            | 6            | 4            | 6      | 2      | 1      | 3      | 13     | 11     | +2 |
| Supercoppa italiana | finale           | 1       | 0       | 0       | 1       | 1       | 2       | -            | -            | -            | -            | -            | -            | 1      | 0      | 0      | 1      | 1      | 2      | -1 |
| Totale              | -                | 22      | 10      | 6       | 6       | 38      | 28      | 23           | 5            | 8            | 10           | 24           | 30           | 46     | 15     | 14     | 17     | 63     | 60     | +3 |

### Statistiche dei giocatori
Sono in corsivo i calciatori che hanno lasciato la società durante la stagione.
| Giocatore       | Serie A  | Serie A | Serie A     | Serie A    | Coppa Italia | Coppa Italia | Coppa Italia | Coppa Italia | Champions League | Champions League | Champions League | Champions League | Supercoppa italiana | Supercoppa italiana | Supercoppa italiana | Supercoppa italiana | Totale   | Totale | Totale      | Totale     |
| Giocatore       | Presenze | Reti    | Ammonizioni | Espulsioni | Presenze     | Reti         | Ammonizioni  | Espulsioni   | Presenze         | Reti             | Ammonizioni      | Espulsioni       | Presenze            | Reti                | Ammonizioni         | Espulsioni          | Presenze | Reti   | Ammonizioni | Espulsioni |
| --------------- | -------- | ------- | ----------- | ---------- | ------------ | ------------ | ------------ | ------------ | ---------------- | ---------------- | ---------------- | ---------------- | ------------------- | ------------------- | ------------------- | ------------------- | -------- | ------ | ----------- | ---------- |
| D. Albertini    | 29       | 8       | 4           | 0          | 2            | 0            | 0            | 0            | 5                | 1                | 2                | 0                | 1                   | 0                   | 0                   | 0                   | 37       | 9      | 6           | 0          |
| G. Aldegani     | 0        | -0      | 0           | 0          | 0            | -0           | 0            | 0            | 0                | -0               | 0                | 0                | 0                   | -0                  | 0                   | 0                   | 0        | -0     | 0           | 0          |
| M. Ambrosini    | 11       | 0       | 2           | 0          | 3            | 0            | 0            | 0            | 4                | 0                | 0                | 0                | 0                   | 0                   | 0                   | 0                   | 18       | 0      | 2           | 0          |
| R. Baggio       | 23       | 5       | 2           | 0          | 5            | 3            | 1            | 0            | 5                | 1                | 0                | 0                | 0                   | 0                   | 0                   | 0                   | 33       | 9      | 3           | 0          |
| F. Baresi       | 26       | 0       | 4           | 0          | 1            | 0            | 0            | 0            | 2                | 0                | 1                | 0                | 1                   | 0                   | 0                   | 0                   | 30       | 0      | 5           | 0          |
| J. Blomqvist    | 19       | 1       | 1           | 1          | 0            | 0            | 0            | 0            | 0                | 0                | 0                | 0                | 0                   | 0                   | 0                   | 0                   | 19       | 1      | 1           | 1          |
| Z. Boban        | 28       | 1       | 9           | 1          | 2            | 0            | 2            | 1            | 5                | 1                | 0                | 0                | 1                   | 0                   | 0                   | 0                   | 36       | 2      | 11          | 2          |
| F. Coco         | 14       | 0       | 1           | 0          | 3            | 0            | 0            | 0            | 1                | 0                | 0                | 0                | 0                   | 0                   | 0                   | 0                   | 18       | 0      | 1           | 0          |
| A. Comazzi      | 1        | 0       | 1           | 0          | 0            | 0            | 0            | 0            | 0                | 0                | 0                | 0                | 0                   | 0                   | 0                   | 0                   | 1        | 0      | 1           | 0          |
| A. Costacurta   | 30       | 0       | 8           | 2          | 3            | 0            | 1            | 0            | 5                | 0                | 1                | 0                | 1                   | 0                   | 0                   | 0                   | 39       | 0      | 10          | 2          |
| D. Daino        | 5        | 0       | 1           | 0          | 1            | 0            | 0            | 0            | 0                | 0                | 0                | 0                | 0                   | 0                   | 0                   | 0                   | 6        | 0      | 1           | 0          |
| E. Davids       | 15       | 0       | 3           | 1          | 4            | 0            | 0            | 0            | 4                | 1                | 1                | 0                | 1                   | 0                   | 0                   | 0                   | 24       | 1      | 4           | 1          |
| F. De Francesco | 0        | 0       | 0           | 0          | 1            | 0            | 0            | 0            | 0                | 0                | 0                | 0                | 0                   | 0                   | 0                   | 0                   | 1        | 0      | 0           | 0          |
| M. Desailly     | 29       | 1       | 8           | 1          | 3            | 0            | 1            | 0            | 5                | 0                | 2                | 0                | 1                   | 0                   | 0                   | 0                   | 38       | 1      | 11          | 1          |
| C. Dugarry      | 21       | 5       | 2           | 1          | 2            | 0            | 1            | 0            | 3                | 1                | 1                | 0                | 0                   | 0                   | 0                   | 0                   | 26       | 6      | 4           | 1          |
| S. Eranio       | 21       | 2       | 4           | 1          | 4            | 0            | 0            | 0            | 4                | 0                | 2                | 0                | 1                   | 0                   | 0                   | 0                   | 30       | 2      | 6           | 1          |
| F. Galli        | 2        | 0       | 0           | 0          | 3            | 0            | 0            | 0            | 1                | 0                | 0                | 0                | 0                   | 0                   | 0                   | 0                   | 6        | 0      | 0           | 0          |
| M. Ielpo        | 0        | -0      | 0           | 0          | 0            | -0           | 0            | 0            | 0                | -0               | 0                | 0                | 0                   | -0                  | 0                   | 0                   | 0        | -0     | 0           | 0          |
| T. Locatelli    | 5        | 0       | 1           | 0          | 3            | 1            | 0            | 0            | 3                | 1                | 0                | 0                | 0                   | 0                   | 0                   | 0                   | 11       | 2      | 1           | 0          |
| V. Maiolo       | 0        | 0       | 0           | 0          | 1            | 0            | 0            | 0            | 0                | 0                | 0                | 0                | 0                   | 0                   | 0                   | 0                   | 1        | 0      | 0           | 0          |
| P. Maldini      | 26       | 1       | 5           | 1          | 3            | 0            | 0            | 0            | 6                | 0                | 0                | 0                | 1                   | 0                   | 0                   | 0                   | 36       | 1      | 5           | 1          |
| A. Pagotto      | 9        | -10     | 0           | 0          | 2            | -1           | 0            | 0            | 0                | -0               | 0                | 0                | 0                   | -0                  | 0                   | 0                   | 11       | -11    | 0           | 0          |
| C. Panucci      | 13       | 0       | 4           | 0          | 1            | 0            | 0            | 0            | 6                | 0                | 0                | 0                | 0                   | 0                   | 0                   | 0                   | 20       | 0      | 4           | 0          |
| M. Pelatti      | 2        | 0       | 0           | 0          | 0            | 0            | 0            | 0            | 0                | 0                | 0                | 0                | 0                   | 0                   | 0                   | 0                   | 2        | 0      | 0           | 0          |
| M. Prete        | 0        | -0      | 0           | 0          | 0            | -0           | 0            | 0            | 0                | -0               | 0                | 0                | 0                   | -0                  | 0                   | 0                   | 0        | -0     | 0           | 0          |
| M. Reiziger     | 10       | 0       | 1           | 0          | 4            | 0            | 0            | 0            | 3                | 0                | 0                | 0                | 1                   | 0                   | 0                   | 0                   | 18       | 0      | 1           | 0          |
| S. Rossi        | 26       | -35     | 3           | 0          | 3            | -1           | 0            | 0            | 6                | -11              | 0                | 0                | 1                   | -2                  | 1                   | 0                   | 36       | -49    | 4           | 0          |
| L. Saudati      | 1        | 0       | 0           | 0          | 2            | 0            | 0            | 0            | 0                | 0                | 0                | 0                | 0                   | 0                   | 0                   | 0                   | 3        | 0      | 0           | 0          |
| D. Savićević    | 17       | 1       | 3           | 1          | 2            | 0            | 0            | 0            | 2                | 0                | 0                | 0                | 1                   | 1                   | 0                   | 0                   | 22       | 2      | 3           | 1          |
| M. Simone       | 23       | 4       | 0           | 0          | 3            | 2            | 1            | 0            | 6                | 4                | 1                | 0                | 1                   | 0                   | 0                   | 0                   | 33       | 10     | 2           | 0          |
| M. Tassotti     | 10       | 0       | 1           | 0          | 1            | 0            | 0            | 0            | 1                | 0                | 0                | 0                | 0                   | 0                   | 0                   | 0                   | 12       | 0      | 1           | 0          |
| P. Vierchowod   | 16       | 1       | 4           | 0          | 2            | 0            | 0            | 0            | 0                | 0                | 0                | 0                | 0                   | 0                   | 0                   | 0                   | 18       | 1      | 4           | 0          |
| M. Vukotić      | 0        | 0       | 0           | 0          | 0            | 0            | 0            | 0            | 0                | 0                | 0                | 0                | 0                   | 0                   | 0                   | 0                   | 0        | 0      | 0           | 0          |
| G. Weah         | 28       | 13      | 3           | 0          | 2            | 0            | 0            | 0            | 5                | 3                | 1                | 0                | 1                   | 0                   | 0                   | 0                   | 36       | 16     | 4           | 0          |